# Galaxia Pitică din Câinele Mare
Galaxia Pitică din Câinele Mare (în engleză:  Canis Major Dwarf Galaxy (CMa Dwarf) sau Canis Major Overdensity (CMa Overdensity)) este o galaxie situată în constelația Câinele Mare. La ora actuală, este cea mai apropiată galaxie de Calea Lactee cunoscută.
Galaxia Pitică din Câinele Mare este situată la doar 42.000 de ani-lumină de Centrul Galactic și la vreo 25.000 de ani-lumină de Sistemul nostru Solar, mai aproape decât Galaxia Pitică Eliptică din Săgetătorul, care deținea mai înainte acest record. Ea conține circa un miliard de stele, adică echivalentul a 1 % din Calea Lactee, sub o formă mai degrabă eliptică, dar neregulată.

## Descoperirea galaxiei
A fost descoperită în noiembrie 2003 de către o echipă de astronomi britanici, francezi, italieni și neozeelandezi care analizau datele Two Micron All-Sky Survey, un mare releveu al întregului cer în infraroșu. Ei au constatat o densitate mai mare de stele gigante de clasă spectrală M în această parte a cerului. Galaxia este situată în spatele planului Căii Lactee, acolo unde stelele și norii de gaz și de praf sunt mai denși, ceea ce explică faptul că nu a fost descoperită înainte.
Se pare că Galaxia Pitică din Câinele Mare se află într-un proces de fragmentare de către forțele mareice din Calea Lactee. Centrul galaxiei este extrem de degradat și un lung filament de stele trenează în spatele lui formând o structură în formă de inel (denumit uneori Inelul Unicornului) care face de trei ori înconjurul Galaxiei Noastre. Cunoscută din 2002, această structură a fost, de altfel, la originea descoperirii Galaxiei Pitice din Câinele Mare
Mai multe roiuri globulare par să fie asociate Galaxiei Pitice din Câinele Mare, ca NGC 1851, NGC 1904, NGC 2298 și NGC 2808, despre care se crede că sunt resturi ale galaxiei de dinaintea acreției sale la Calea Lactee.